# Masai Mara vildtreservat
Masai Mara vildtreservat, er et naturreservat og nationalpark i den sydvestlige del af Kenya. Reservatet er opkaldt efter masaierne som bor i og omkring Masai Mara, og Marafloden, som løber gennem området. Mod syd, over grænsen til Tanzania, hænger Masai Mara sammen med Serengeti nationalpark. Med en størrelse på 1.510 km2 er reservatet ikke det største i Kenya, men et af de mest velkendte. To af parkens hovedattraktioner er den store mængde løver og i juli og august de store vandringer, hvor milliontaler af gnuer vandrer ind i parken fra syd.

## Eksterne kilder og henvisninger
- Ingegerd & Sven Zetterlund; Masai Mara: på äventyr bland vilda djur och massajer, Zetterlund & CO (2003-10). ISBN 91-973422-8-9

1°29′24″S 35°8′38″Ø / 1.49000°S 35.14389°Ø